# Ян Жижка
Ян Жи́жка (чеськ. Jan Žižka; близько 1360, Троцнов — 11 жовтня 1424, Пршибислав) — чеський полководець, діяч гуситського руху, національний герой чеського народу.
Про більшу частину життя Яна Жижки з Троцнова скільки-небудь докладних відомостей не збереглося. Відомо лише, що він народився близько 1360 року на півдні Чехії й походив із небагатого дворянського роду. Більшість істориків схиляється до думки, що одне око він втратив у результаті травми в дитинстві або ранній юності, іншого ж позбувся вже під час гуситських війн. Тому на портретах, що зображують полководця на початку його кар'єри, ганчірка зазвичай закриває його ліве око, на пізніших — вже обидва.

## Біографія
Чим саме займався Жижка приблизно до 1405 року, достеменно невідомо. Є згадки про купівлю-продаж ним декількох невеликих маєтків у південній Чехії. Є дані про те, що Жижка був одружений, його дружина рано померла, але в них була донька, яку батько пізніше видав за одного з нащадків знатного роду панів з Дубе.

### Розбійницька діяльність
У перші роки XV століття згадки про Яна Жижку з Троцнова з'явилися в чеських хроніках та інших документах, які розповідають про розгул розбійницьких банд на дорогах королівства, яке при нерішучому і схильному до алкоголізму Вацлаві IV прийшло в неабиякий занепад. З чеських документів тих часів відомо про напади загону Жижки на купців в околицях міста Чеське Будейовіце. Треба зауважити, однак, що в ті роки розбій не був серед збіднілих дворян чимось незвичайним, ним промишляли десятки бродячих лицарів і сотні їхніх помічників-простолюдинів.

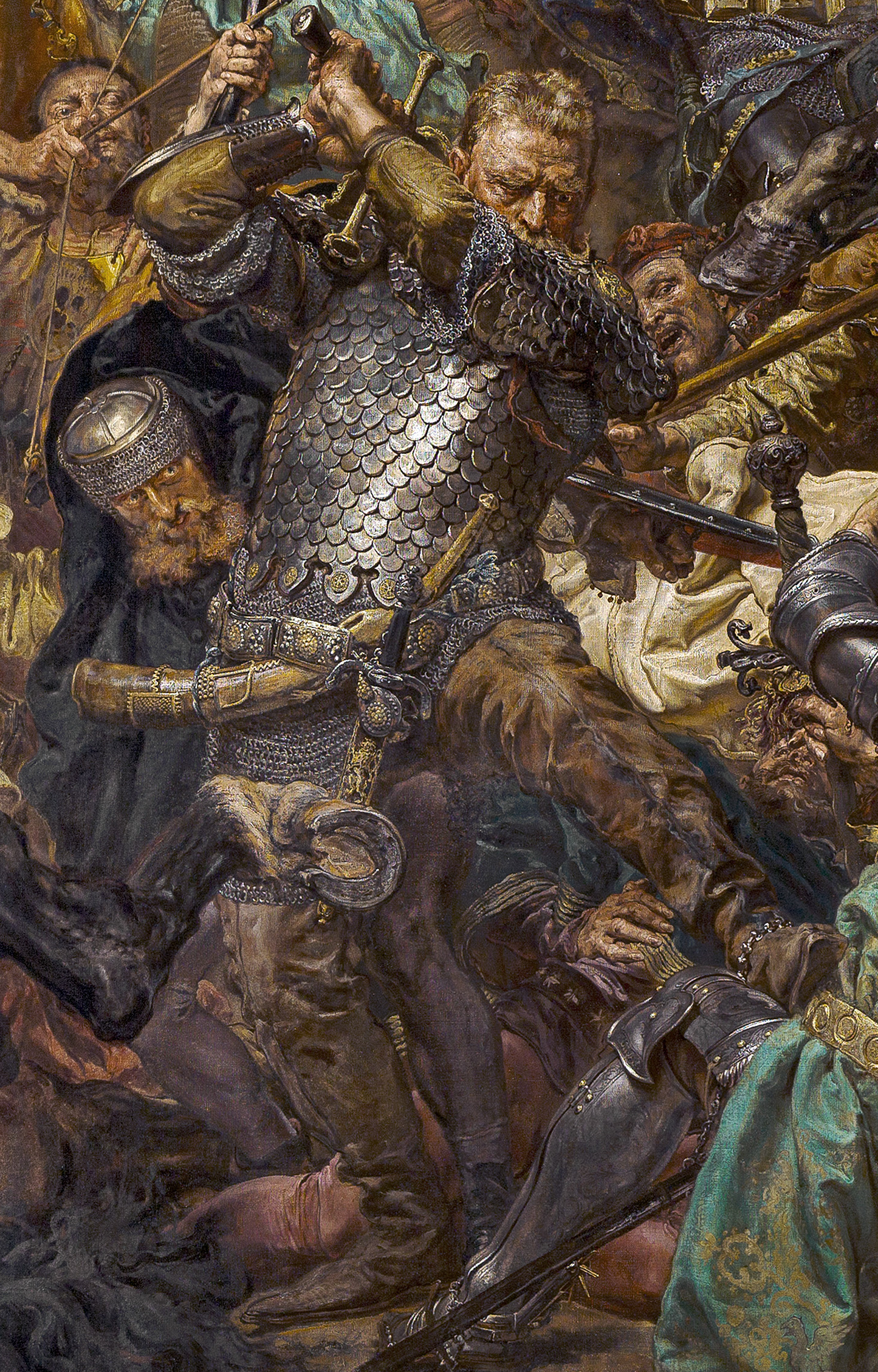
Ян Жижка у битві при Грюнвальді з картини Яна Матейка

У 1409 році будейовіцьким городянам вдалося зловити й повісити багатьох розбійників, які орудували в околицях міста. Ця ж доля мало не спіткала й Жижку. Але тут відбулося несподіване: за лицаря-розбійника заступився сам король Вацлав. Невідомо, на якій підставі на Яна Жижку поширилася королівська амністія — можна лише припустити, що ще раніше він встиг обзавестися впливовими покровителями при дворі.

### Мандри
Вийшовши на свободу, Жижка поїхав до Польщі, де, за деякими відомостями, взяв участь влітку 1410 року у знаменитій битві при Грюнвальді. У ній польсько-литовське військо короля Владислава Ягайла та великого князя Вітовта завдало поразки лицарям Тевтонського ордену. На боці поляків бився і невеликий чеський загін, у складі якого перебував Ян Жижка. У тій битві дві хоругви (загони) Яна Жижки відзначилися на лівому крилі союзної армії, де були розгромлені хрестоносці під командуванням Ліхтенштейна. Деякі історики також приписують Жижці участь у битві при Азенкурі між англійським та французьким військами. На боці останніх і бився, правда невдало, Ян Жижка.

### Повернення на батьківщину і участь у гуситському русі
Повернувшись на Батьківщину, Жижка почав придворну кар'єру, входив до свити дружини Вацлава IV — королеви Софії. Не виключено, що саме в цей час він потрапив під вплив прихильників релігійної реформи, очолюваних популярним празьким проповідником Яном Гусом. Вчення Гуса було відгуком теорій англійського теолога Джона Вікліфа, який закликав церкву до нестяжательства і наполягав на тому, що єдиним джерелом релігійних істин є Святе Письмо. «Вірний християнин, шукай правду, слухай голос правди, вчися правді, люби правду, кажи правду, тримайся правди і захищай правду до смерті», — закликав своїх парафіян Ян Гус. У 1415 році за рішенням собору католицької церкви в Констанці він був оголошений єретиком і відправлений на вогнище. Але релігійні ідеї празького проповідника стали моральним орієнтиром для тисяч незадоволених соціальною несправедливістю і посиленням впливу в Чехії заможних німецьких колоністів. Соціальне, релігійне та національне бродіння призвело до революційного вибуху.
30 липня 1419 року в Празі спалахнули заворушення. Після того, як міська управа з презирством відкинула вимоги реформаторів під проводом молодого проповідника Яна Желівського, натовп узяв штурмом ратушу в Новому місті й викинув членів управи з вікон — прямо на списи та піки збройних демонстрантів. Хроніка повідомляла, що Ян Жижка був учасником цих подій. Ймовірно, він не тільки брав участь, але і був одним із лідерів повстання, інакше не був би незабаром призначений керівником празького війська. Тим часом помер Вацлав IV. Прихильники гуситського вчення і взагалі всі незадоволені не знайшли спільної мови з його консервативним і деспотичним наступником — Сигізмундом Угорським на прізвисько «Рудий Лис». Чехія стала на шлях непокори.
Наприкінці 1419 року між королівськими військами та повстанцями було укладено перемир'я, але Жижка не дотримався його, воліючи покинути Прагу і перебратися в Пльзень. Гусити розправилися з католицькими поміщиками, нападали на монастирі, частково знищуючи, а частково роздаючи їхнє майно. У відповідь проти них зібрав війська новий король, багаті вельможі та іноземні лицарі. Битви слідували одна за одною, і в них виявився військовий талант Жижки. Уже в першій своїй великій битві при Судомержі в березні 1420 року, він успішно застосував улюблене укріплення гуситів із перекинутих і скріплених разом возів — вагенбург (чеськ. vozova hradba). Через кілька місяців, в липні, після того, як папа Мартин V оголосив хрестовий похід проти гуситів, військо хрестоносців вступило в бій із загонами Жижки на тому самому Вітковському пагорбі під Прагою, де зараз стоїть пам'ятник полководцю. І знову успіх був на стороні Жижки — несподіваною контратакою він примусив противника до втечі. До того часу Жижка увійшов до складу ради 12 гетьманів — фактичного уряду повстанців.

### Головнокомандувач таборитів
Усі останні роки життя Жижка безперервно воював, причому не тільки з королівським військом і хрестоносцями, але і з супротивниками в лавах самого гусистського табору. У 1421 році він очолив каральні операції проти пікартів і адамітів — двох радикальних гуситських сект. Жижка вмів бути безжальним: страчені та спалені були десятки людей. Одночасно гусити продовжили переслідування католицького духовенства, особливо монастирської братії. У руках Жижки зосередилася дедалі більша влада.
З кінця 1420 року він — одноосібний військовий вождь таборитів, як називали найбільш організовану і послідовну частину гуситського руху, центром якої було місто Табор, перетворений на військово-релігійний табір.
У червні 1421 року при облозі містечка Рабі Жижка був поранений в єдине око. Він остаточно осліпнув, але не перестав організовувати все нові походи, відбиваючи вторгнення лицарських загонів із Саксонії та Баварії. Слава Жижки була така, що в кількох випадках противник волів відступати, навіть не вступаючи з його військами у бій. Бойові дії являли собою заплутаний клубок походів і переслідувань, в яких брали участь загони різних міст, вельмож, лицарських орденів, окремих гуситських ватажків і королівських воєначальників. Але фігура Жижки завдяки його військовому хисту підноситься над усіма. Сили потроху залишили сліпого полководця — йому вже було за 60, для тих часів це глибока старість, — але він ще встиг у червні 1424 року біля Малешової завдати нищівної поразки ворогам, що переслідували його військо: армії католиків і чашників, що з ними з'єдналася. При цьому його військо захопило і спалило Кутну Гору — один із найбільших у тодішній Чехії центрів ремесел і торгівлі.
Восени 1424 року почалися вкотре переговори про загальне перемир'я в королівстві. Але Яну Жижці не судилося дочекатися їх закінчення: під час облоги міста Пршибислав 11 жовтня 1424 він помер від чуми, так і не програвши жодної битви. Його солдати в знак скорботи почали називати себе «сирітками». За легендою, щоб завжди чути голос Яна, який кликав до перемоги, з мертвого Жижки зняли шкіру, натягнули на барабан і таким чином, наче «оживили» померлого воїна.
Гуситські війни тривали ще добре десятиліття після смерті Жижки. Його поховали у церкві Святого Духа в Градець-Кралове, пізніше останки перенесли до міста Часлав. У 1620 році, після того, як католики здобули перемогу над протестантами в битві на Білій Горі, останки гуситського ватажка були заховані. Знову їх виявили лише в 1910 році.

## Військові надбання
У 1423 році Ян Жижка розробив перший у Західній Європі військовий статут, який чітко визначав правила поведінки воїнів у бою, в поході та на відпочинку.
Армія гуситів була навчена вести бойові дії вдень і вночі, в будь-яку погоду. Згідно з військовим статутом, польові укріплення зі зчеплених між собою возів мали впиратися в природні перешкоди та по можливості встановлюватися на високих місцях.
Гусити в битві зазвичай вичікували атаки лицарської кінноти й зустрічали її вогнем своєї численної артилерії, кулями аркебуз і пищалей, стрілами з тупими бронебійними наконечниками. Коли справа доходила до рукопашної сутички, то тут в бій вступали ціпники зі списоносцями. Розбитого ворога гусити переслідували та знищували, в той час, як лицарі після виграного бою не переслідували ворогів, які втікали, а грабували убитих, поранених і полонених противників.
Сучасні чеські історики так оцінюють заслуги Яна Жижки з Троцнова: «Він створив постійну діючу армію з певним порядком організації, значно удосконалив ведення оборонних операцій із застосуванням возів і регулярно використовував артилерію. Ім'я Жижки пов'язане з оборонною фазою гуситської революції та зі зміцненням створюваних у її ході державних структур. До честі сліпого полководця служить і той факт, що, вмираючи, він не мав у своєму розпорядженні майже жодного майна. Ян Жижка по праву вважається найвидатнішим військовим талантом у чеській історії».

## Пам'ять
У 1880 році виникло товариство зі збору коштів на встановлення пам'ятника Яну Жижці на пагорбі Вітков, де в 1420 році гусити обороняли Прагу і завдали поразку армії хрестоносців. Але грошей забракло і в 1901 році на вершині Віткова встановили макет монумента, який зруйнувало бурею. 
За Габсбургів і в роки Першої республіки увічнити пам'ять Жижки так і не вдалося. Величезна кінна статуя вождя гуситів була встановлена як частина комплексу національного пам'ятника тільки у 1950 році.
На його честь названо історичний район Жижков у Празі, декілька вулиць.